# Enrique Urién
Enrique Urién é uma cidade da Argentina, localizada na província de Chaco.